# Boulevard Henri-Gaussen
Le boulevard Henri-Gaussen (en occitan : baloard Henri Gaussen) est une voie de Toulouse, chef-lieu de la région Occitanie, dans le Midi de la France.

## Situation et accès

### Description
Le boulevard Henri-Gaussen est une voie publique. Il se trouve au nord du quartier de Lalande, dans le secteur 3 - Nord.
Il naît au niveau de la porte des Sables, un rond-point qui se forme au carrefour de la route de Launaguet et du chemin de Boudou, à la limite de la commune de Launaguet. Orienté au sud-ouest, il rencontre après 115 mètres, au niveau d'un deuxième rond-point, le chemin de Moulis, à proximité immédiate du chemin Dortis. Le boulevard rencontre après 608 mètres le chemin de Croix-Bénite, puis se termine 199 mètres plus loin au carrefour de l'avenue de Fronton. Il est prolongé à l'ouest par l'avenue Salvador-Allende qui aboutit à l'avenue des États-Unis.
Le boulevard Henri-Gaussen correspond à la route métropolitaine 964.
La chaussée compte une voie de circulation automobile dans chaque sens. Elle est également longée de chaque côté par une piste cyclable.

### Voies rencontrées
Le boulevard Henri-Gaussen rencontre les voies suivantes, dans l'ordre des numéros croissants (« g » indique que la rue se situe à gauche, « d » à droite) :
1. Route de Launaguet
2. Porte des Sables
3. Chemin Dortis (d)
4. Chemin de Moulis (d)
5. Chemin de Croix-Bénite
6. Avenue de Fronton

### Transports
Le boulevard Henri-Gaussen n'est pas directement desservi par les transports en commun Tisséo. Il débouche cependant, à l'ouest, sur l'avenue de Fronton, parcourue par les lignes de Linéo L10 et de bus 2969. À l'est, la route de Launaguet est desservie par la ligne de bus 60, et le chemin de Boudou par la ligne de bus 26.
Il n'existe pas de stations de vélos en libre-service VélôToulouse à proximité du boulevard Henri-Gaussen.

## Odonymie
Le boulevard est nommé en hommage à Henri Gaussen (1891-1981), botaniste et biogéographe. Il enseigna à l'université de Toulouse.

## Histoire
À la fin des années 1970, l'aménagement de l'autoroute A62 et de la gare de péage de Toulouse-Nord pose la question de la circulation automobile dans le nord toulousain. En effet, le tracé de l'autoroute, qui partage la commune d'Aucamville en deux parties, coupe les différents chemins qui reliaient le cœur de la ville, autour de la route et de l'avenue de Fronton, et la zone d'activités du nord toulousain, autour de l'avenue des États-Unis – il interrompt ainsi la route départementale 64 (actuels chemin André-Salvy et rue Pierre-et-Marie-Curie). C'est pour cette raison qu'une nouvelle voie est aménagée entre 1979 et 1980, permettant de relier l'avenue de Fronton à l'avenue des États-Unis : elle prend en 1980 le nom d'avenue Salvador-Allende.
Il existe alors un projet de prolongement de l'avenue vers l'est. En effet, avec la forte croissance démographique des communes d'Aucamville et de Launaguet, la vieille route départementale 64 ne suffit plus dans ce secteur à absorber le trafic automobile croissant. La décision est donc prise de prolonger l'avenue Salvador-Allende jusqu'à la route de Launaguet, parallèlement à la route départementale 64. L'aménagement se fait en profitant des espaces libres laissés entre les constructions par les terres agricoles.
En 2023, dans le cadre du réaménagement du secteur de Moulis, à la suite de la construction d'un groupe scolaire et de plusieurs résidences entre le chemin de Moulis et le chemin Dortis, un rond-point est créé au carrefour du chemin de Moulis.